# Lissel-Ecklingen
Lissel-Ecklingen är en sjö i Hudiksvalls kommun i Hälsingland och ingår i Delångersåns huvudavrinningsområde. Sjön är 18,7 meter djup, har en yta på 0,283 kvadratkilometer och befinner sig 103,5 meter över havet. Sjön avvattnas av vattendraget Storån (Hårån).

## Delavrinningsområde
Lissel-Ecklingen ingår i det delavrinningsområde (685188-153700) som SMHI kallar för Utloppet av Lissel-Ecklingen. Medelhöjden är 127 meter över havet och ytan är 2,05 kvadratkilometer. Räknas de 13 avrinningsområdena uppströms in blir den ackumulerade arean 70,17 kvadratkilometer. Storån (Hårån) som avvattnar avrinningsområdet har biflödesordning 3, vilket innebär att vattnet flödar genom totalt 3 vattendrag innan det når havet efter 54 kilometer. Avrinningsområdet består mestadels av skog (80 procent). Avrinningsområdet har 0,28 kvadratkilometer vattenytor vilket ger det en sjöprocent på 13,4 procent.